# Pyrinia iquitata
Pyrinia iquitata là một loài bướm đêm trong họ Geometridae.